# John A.T. Grubbström
John Allan Taylor Grubbström, född 13 januari 1948 i Norrköping, har varit chefläkare och är hederspresident i Internationella flygsportförbundet (FAI) i Lausanne. Han är son till flygkapten Jarl I. Grubbström och sonson till riksdagsman Karl Isak Grubbström.
Grubbström tog läkarexamen vid Karolinska Institutet i Stockholm 1978 och gjorde sin AT-tjänstgörng i Köping. Han arbetade 1979–1996 på Karolinska sjukhuset i Solna i olika befattningar som underläkare, avdelningsläkare, bitr. överläkare vid lungkliniken och kliniken för invärtes medicin. Han blev specialist i lungmedicin samt allmän internmedicin 1986.
1994–1996 var han sjukhusets divisionschef först för medicindivisionen och därefter för den nybildade akutdivisionen. 1997–2006 var Grubbström verksamhetschef för akutkliniken Danderyds sjukhus, 2001–2006 tillika chefläkare för sjukhuset. Åren 2007–2012 verkade han i privat regi på sjukhuset Sophiahemmet i Stockholm.
Grubbström är också certifierad flygläkare för Transportstyrelsen (AME klass 1).
John Gubbström har främst forskat kring effekter av syrebrist på hjärtmuskelns ämnesomsättning och cirkulation.
John Grubbström har – utöver sin gärning som läkare – under hela sitt vuxna liv varit aktiv som utövare, funktionär och föreningsmänniska inom svensk och internationell flygsport. Han har således inom Svenska Flygsportförbundet (FSF) varit verksam som klubbordförande, grenförbundsordförande och förbundsordförande. Därefter gick han som en av mycket få svenskar till president i ett internationellt förbund (FAI) anslutet till Internationella olympiska kommittén, där han verkade under den maximalt tillåtna tiden, sex år. Vid hans avtackning utsågs han av dess årsmöte till hederspresident.
Grubbström har därutöver verkat som ordförande i Kungliga Svenska Aeroklubbens (KSAK) klubb för direktanslutna medlemmar och som revisor, valberedning och mötesordförande vid ett flertal tillfällen i olika sportsammanhang. Dessutom har han varit tävlingsledare vid ett EM och ett VM, och representerat Sverige vid ett flertal tävlingar med varmluftsballong utomlands, bland annat i USA, Kanada, Brasilien och Japan.

## Utmärkelser
- 1979 – FSF Silverplakett
- 1984 – FSF Guldplakett
- 1985 – Stor Grabb
- 1998 – FAI Airsport Medal
- 2003 – FSF Tävlingspris
- 2005 – KSAK Kungl medalj
- 2009 – Andrées ballongpris
- 2011 – Ryska Federationens kosmonautiska kommitté, Yuri Gagarin Medal
- 2014 – Motorunionen (KSAK, KAK, KMK, SWEMO), Kungl Medalj
- 2016 – KSAK ”Årets flygare”
- 2017 – KSAK  Gösta Fraenkel diplom nr 14
- 2021 – Riksidrottsförbundets förtjänsttecken "Idrottens högsta utmärkelse"
- 2023 – Patriotiska Sällskapets medalj för betydande gärning, 1:a storleken